# Pietro Torri
Pietro Torri (Peschiera del Garda, 1650 circa – Monaco di Baviera, 6 luglio 1737) è stato un compositore barocco italiano.

## Biografia
Dal 1684 fino al 1688 servì come organista presso Cristiano Ernesto di Brandeburgo-Bayreuth, margravio di Bayreuth, poi passò al servizio del principe elettore di Baviera Massimiliano II Emanuele. Nel 1679 seguì il reggente bavarese in esilio nei Paesi Bassi spagnoli. Pietro Torri assieme ad una parte dell'Orchestra di Corte bavarese prese dimora a Bruxelles, dove sposò la figlia del maestro di balletto François Rodier.
Nel corso degli anni seguenti soggiornò a Mons, Namur, Lilla, Compiègne e Valenciennes; fra le rappresentazioni più importanti delle sue composizioni si annovera l'opera Adelaide rappresentata nel 1722 in occasione delle nozze reali fra Carlo Alberto di Baviera e Maria Amalia d'Austria; nel 1729 il castrato Farinelli cantò nell'opera Nicomede.
Nel 1715 tornò a Monaco, dove compose cantate e un'opera ogni anno.
Nel 1726 morì Massimiliano II Emanuele e suo figlio Carlo Alberto gli succedette sul trono bavarese. Per quest'occasione Pietro Torri compose un elogio musicale per il nuovo regnante: le cantate allegoriche La Baviera. In questa opera viene evidenziato il diritto bavarese al trono imperiale, cioè il trono del Sacro Romano Impero. 
Carlo Alberto nel 1726 fu eletto imperatore con il nome di Carlo VII e Torri diventò musicista alla corte imperiale.
Dopo la morte di Giuseppe Antonio Bernabei Torri fu nominato Maestro di Corte Bavarese.

## Composizioni

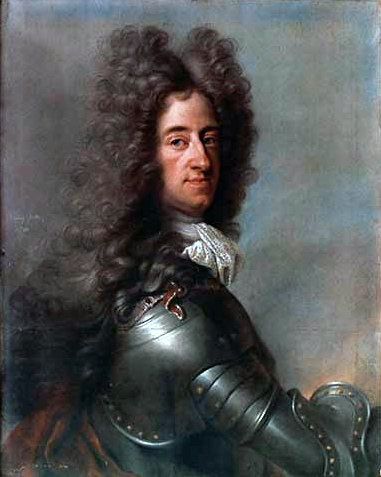
Massimiliano II Emanuele

Accanto a circa 50 opere, Torri compose serenate, oratori, salmi e cantate; tra i più famosi sono l'oratorio Triomphe de la paix composto per la pace di Rastatt nel 1715 ed un Te Deum per Massimiliano II Emanuele.
La riscoperta di Pietro Torri e la riproposta musicale delle sue opere è dovuta in gran parte al musicista tedesco Christoph Hammer, musicologo ed esecutore di musica antica.

### Opere
- L'innocente giustificato (Bayreuth 1688)
- Gli oracoli di Pallade e Nemesi (Monaco 1690)
- Le peripezie della Fortuna (Bruxelles 1695)
- Briseide (Hannover 1696)
- Enone (Bruxelles 1705)
- San Gaetano (Bruxelles 1705)
- La vanità del mondo (Bruxelles 1706)
- Le réciproque, Valenciennes, 1714
- Ismene o L’innocenza difesa dai Numi (Monaco 1715)
- Astianatte (Monaco 1716)
- Andromacca, (Monaco 1717)
- La Merope (Monaco 12 ottobre 1719)
- Eumene (Monaco 1720)
- Lucio Vero (Monaco 1720)
- Pirro e Demetrio o L’amor d’amico vince ogni altro amore  (Monaco 1721)
- Adelaide (Monaco 1722)
- Griselda (Monaco 1723)
- Amadis di Grecia (Monaco 1724)
- Venceslao (Monaco 1725)
- L’Epanimonda (Monaco 1727)
- Nicomede (Monaco 1728)
- Edippo (Monaco 1729)
- L’Ippolito (Monaco 1731)
- Ciro (Monaco 1733)
- Catone in Utica (Monaco 1736)

### Musica sacra
- Missa pro defunctis in fa maggiore, per 5 voci e orchestra, 1726
- Missa solemnis in re maggiore, per 4 voci e orchestra, 1731
- Credo, Sanctus, Agnus Dei in do maggiore, per 4 voci e orchestra
- Apparuit gratia basso, soprano, 3 strumenti

### Oratori
- Il Giobbe Christiano (Monaco 1690)
- San Vinceslao (Bruxelles 1692/1701)
- San Landelino (Bruxelles 1692/1701)
- Abelle (Bruxelles 1692/1701)
- La vanità del mondo (Bruxelles 1706)
- Le martir des Maccabées (Bruxelles 1705/1714)
- San Genesio (1705-1714)
- Giacobbe o Rebecca] (1705/1714)
- Elia (Monaco 1730)
- Abramo (Monaco 1731)
- Gionata (Monaco 1733)

### Cantate
- Fetonte (Monaco 1689)
- Gli amori di Titone e d’Aurora (1691)
- Il giorno festivo (Bruxelles 1695)
- Le triomphe de la Paix (Francia 1714)
- La reggia dell’armonia (1715)
- Introduzione a balli (Monaco 1715/1716)
- Torneo (Monaco 1718)
- Epitalamio (Monaco 1719)
- Per l’anniversario della nascita di S.A.E. Massimiliano Emanuele (Monaco 1721)
- Gli dei festeggianti (Monaco 1721)
- La Baviera (Monaco 1726)

#### Cantate a voce sola
- Chi non crede basso continuo
- Vuoi saper basso continuo
- 8 cantate per oboe e flagioletto

### Altre composizioni
- Gli oracoli di Pallade e di Nemesi (Monaco 1690)
- I preggi della primavera (Monaco 1691)
- La publica felicità (Monaco 1722)
- Duetto da camera per soprano, contralto e basso continuo
- due sonate per 4 strumenti
- otto sinfonie, perdute

## Discografia
- Le Martyre des Macchabees, Music en Wallonie, 2009
- Le Triomphe de la Paix, ORF Edition Alte Music, Neue Hofkapelle München, Christoph Hammer, 2005
- La Baviera, Neue Hofkapelle München, Christoph Hammer, 2003
- Pietro Torri & Alfonso d'Eve, De Profunctis, 2001
- Biaggio Marini e Pietro Torri, Canzonette Trastulli, Hans Ludwig Hirsch, 1998
- Music am Hofe des Kurfürsten Max Emanuel von Bayern, Musica Bavarica, Co-Produktion mit dem Bayerischen Rundfunk